# Isabela Garcia
Isabela Garcia (Río de Janeiro, 11 de junio de 1967) es una actriz brasileña. En su juventud, fue llamada «la leona» brasileña.
Isabela debutó en la TV Globo a los cuatro años en «Medéia», episodio del programa Caso Especial.

## Biografía
Isabela es hija de Dirce Prieto y del radioactivo Gilberto Garcia, fallecido en 1996. Tiene tres hermanos: Gilberto, Ricardo y Rosana Garcia, también actriz, intérprete de la célebre Narizinho del Sítio do Picapau Amarelo.

## Vida personal
Es madre de cuatro hijos: João Pedro Bonfá (hijo del exbaterista de la Legião Urbana, Marcelo Bonfá), Gabriella Garcia Wanderley (hija del fotógrafo André Wanderley) y los gemelos Francisco y Bernardo Thiré. (hijos del actor Carlos Thiré).
Isabela tiene una nieta, Luísa, nacida en 2011.

## Filmografía seleccionada

### Televisión
- O Semideus (1973) - Clara (Clarinha)
- Vejo a Lua no Céu (1976) - Doró
- Nina (1977) - Isadora
- Sítio do Picapau Amarelo (1978) - Campanilla (participación especial)
- Pai Herói (1979) - Ângela Limeira Brandão Reis (participación especial)
- Agua viva (1980) - Maria Helena Pedrosa Fragonard
- O Amor É Nosso (1981) - Marina
- Cuerpo a cuerpo (1984) - Heloísa Bastos Pellegrini
- De Quina pra Lua (1985) - Maria de Fátima de Jesus Batista (Fatinha)
- Anos Dourados (1986) - Rosemary
- Rueda de fuego (1986) - Ana Maria D'Ávila
- Bebê a Bordo (1988) - Ana
- O Sexo dos Anjos (1989) - Isabela
- Lua Cheia de Amor (1990) - Mercedes Miranda
- Perigosas Peruas (1992) - Violeta (participación especial)
- Sonho Meu (1993) - Lúcia Guerra
- Irmãos Coragem (1995) - Lídia Siqueira
- A Vida como Ela É... (1996) - Varios personajes
- O Amor Está no Ar (1997) - Flora
- Labirinto (1998) - Yolanda de Toledo Galhardo Martins Fraga (Yoyô)
- Andando nas Nuvens (1999) - Oneide
- Estrela-Guia (2001) - Luciana Teixeira
- Celebridade (2003) - Eliete Coimbra
- JK (2006) - Déa Pinheiro
- Belíssima (2006) - Norma Souza e Silva (participación especial)
- Paraíso Tropical (2007) - Dinorá Brandão Martelli
- Cuna de gato (2009) - Mariana Batista (Mari)
- As Cariocas (2010) - Dona Irene (episodio: "A Desinibida do Grajaú")
- Insensato corazón (2011) - Daysi Damasceno
- Lado a lado (2012) - Célia de Bragança Camargo Guerra (Celinha)
- Malhação Casa Cheia (2013) - Vera Toledo[5]
- Êta Mundo Bom! (2016) - Nádia Fragoso (participación especial)